# Reinier Honig
Reinier Honig (Heemskerk, Holanda del Nord, 28 d'octubre de 1983) és un ciclista neerlandès professional des del 2002 i actualment a l'equip Team Vorarlberg. Combina la carretera amb la pista.

## Palmarès en ruta
- 2000
  -  Campió dels Països Baixos júnior en ruta
- 2001
  -  Campió dels Països Baixos júnior en ruta
- 2003
  - 1r al Gran Premi Criquielion (Beyne-Heusay)
  - Vencedor d'una etapa al Tour de Gironda
- 2007
  - 1r a la Dorpenomloop Rucphen
- 2008
  - 1r al Circuit de Getxo
- 2018
  - Vencedor d'una etapa a la Volta a Lleida
- 2019
  - Vencedor d'una etapa a la Volta a Costa Rica

## Palmarès en pista
- 2005
  -  Campió dels Països Baixos en mig fons
- 2006
  -  Campió dels Països Baixos en mig fons
- 2007
  -  Campió dels Països Baixos en mig fons
- 2008
  -  Campió dels Països Baixos en mig fons
- 2017
  -  Campió dels Països Baixos en mig fons